# 科羅薩爾
科羅薩爾是哥倫比亞的城鎮，位於該國北部，由蘇克雷省負責管轄，距離首府辛塞萊霍15公里，面積264平方公里，海拔高度142米，2005年人口57,300。

## 外部連結
- （西班牙文） Gobernacion de Sucre - Corozal
- （西班牙文） Corozal official website

9°20′N 75°15′W / 9.333°N 75.250°W